# Кабрас (остров)
Кабрас (англ. Cabras) — остров, длинная часть рифа и земли, которая образует северный берег гавани Апра (Гуам). Туристы приезжают сюда для сноркелинга и пеших прогулок.

## История
Протяжённость острова была искусственно увеличена за счет «Стеклянного волнолома», названного в честь капитана Генри Гласса, который захватил Гуам для Соединенных Штатов в 1898 году во время испано-американской войны. К волнорезу ведет дорога, хотя иногда она закрывается по соображениям безопасности во время заходов судов. Противоположное побережье гавани образовано полуостровом Ороте, на котором находится военно-морская база Гуам и мыс Удалл (ранее Ороте-Пойнт), самая западная оконечность Гуама.